# Фотографічний водяний знак
Розвиток засобів і методів захисту інформаційного наповнення документів є традиційною
і актуальним завданням. Одним з ключових елементів багатьох документів є малюнок.
Захист авторських прав або прав власників на фотозображенні, захист торгової марки поліграфічної
продукції, протидія копіюванню та підробкам фотографій - ось далеко неповний список застосувань
методів захисту зображень. В останні роки велику популярність отримали методи захисту зображень
за допомогою прихованих цифрових водяних знаків. На думку ряду авторів, намітився новий науковий напрям - цифрова стеганографія. До складової частини цього напрямку ставиться вбудовування
цифрових водяних знаків (ЦВЗ) в зображення. Особливе місце в цьому напрямку займають технології вбудовування
прихованих ЦВЗ у звичайні фотографії на паперовій або пластиковій основі.
З точки зору атак, спрямованих на видалення прихованих ЦВЗ, фотографічні процеси, пов'язані з реєстрацією
зображення на фотоносії і процеси сканування фотовідбитка, оцінюються як екстремальні. Фізика
формування фотографічного зображення являє собою (якщо говорити коротко) процес вимивання і
кристалізації галоїдного срібла у фотографічному носії. Візуалізація картинки, при цьому, забезпечується
за рахунок різної щільності зерен кристалічного срібла. Величина оптичної щільності, у свою чергу,
залежить від експозиції плями модуляції записувального пристрою.
Цифрове зображення складається з пікселів. Пікселям, що містять лише молодші біти, будуть відповідати
темні ділянки зображення, а пікселам, які мають старші біти, будуть відповідати світлі ділянки. У фотографії темніші і світліші ділянки зображення обумовлені густиною зерен відновленого срібла,
які залишилися після прояву і закріплення фотоматеріалу. Чим вище щільність зерен, тим зображення
темніше і навпаки. Таким чином, цифрове представлення має справу з пікселями і бітами, а аналогове фотографічне подання характеризується зернами і щільністю.
Які ж основні впливи, пов'язані з вищезгаданими процесами? У першу чергу це щільність дискретизації (dpi) або (lpi) під час запису (експонуванні) зображення-контейнера на паперовий носій і щільність дискретизації при зчитування фотографічного відбитка. Неправильний вибір величин може привести до втрати частини (високочастотної) інформації, а при наявності періодичних структур до появи биттів на зображенні.
Другим важливим впливом є розмиття (дефокусування) зображення, що містить водяний знак. Цей фактор обумовлений неідеальними передавальними характеристиками фотографічного принтера, паперового носія і скануального пристрою. Дані характеристики описуються функціями передачі модуляції (ФПМ) фотографічного принтера, ФПМ фотопаперу і ФПМ сканера на ПЗС, відповідно.

## Програми для впровадження друкованих водяних знаків
- Watermark Factory [Архівовано 8 серпня 2011 у Wayback Machine.]
- Photo WaterMark
- Media Resizer Pro Thumbnail Creator [Архівовано 28 січня 2011 у Wayback Machine.]
- MBizGroup Batch PhotoEditor [Архівовано 23 вересня 2011 у Wayback Machine.]
- RoboEnhancer [Архівовано 23 вересня 2005 у Wayback Machine.]
- iWatermark [Архівовано 6 серпня 2018 у Wayback Machine.]
- 1-More WaterMarker [Архівовано 24 березня 2011 у Wayback Machine.]
- Image Brander [Архівовано 8 лютого 2011 у Wayback Machine.]